# Рапица
Рапица (абх. Рапыца, груз. რაფიწა) — село в Абхазии, в Гагрском районе частично признанной Республики Абхазия, согласно административному делению Грузии — в Гагрском муниципалитете Абхазской Автономной Республики. Высота над уровнем моря составляет 40 метров.

## Население
По данным 1959 года в селе жило 137 жителей, в основном абхазы. В 1989 году в селе проживало 238 человек, также в основном абхазы.